# 原川浩明
原川 浩明（はらかわ ひろあき、1959年7月25日 - ）は、日本の男性俳優、声優。長崎県出身。花組芝居所属。

## 略歴
- 日本大学芸術学部演劇学科卒業[2]。
- 1987年（昭和62年）、「ザ・隅田川」(旗揚げ公演)より花組芝居に参加[2]。

## 出演作品

### 舞台
- 花組芝居
  - ザ・隅田川（1987年）
  - その鉄塔に男たちはいるという（2004年）
  - -極猫大騒動-ゴクネコ mad Cats' panic（2005年）
  - ハイ・ライフ（2005年）
  - KANADEHON 忠臣蔵（2007年）
  - 百鬼夜行抄2（2006年）
  - ナイルの死神（2009年）

- 外部出演
  - 夜叉ケ池（2003年3・4月、東京グローブ座）
  - OINARI-浅草ギンコ物語-（2003年9・10月、青山劇場・中日劇場）
  - 狂風記（2月、アートスフィア）　- 鶴巻大吉 役
  - 阿国(OKUNI)（2007年、アトリエダンカン）
  - 長崎蝗駆經 〜岡本綺堂「平家蟹」による〜（2024年、花組ペルメル）[3]
  - 中村仲蔵 〜歌舞伎王国 下剋上異聞〜（2025年、ホリプロ）[4]

他出演多数

### テレビドラマ
- いつみても波瀾万丈（日本テレビ）
  - （1993年） -　三波春夫 役
  - （1994年） -　輪島功一 役
- 月曜ドラマシリーズ　少年たち3　第2話〜第4話（2002年8月26日〜9月2日、NHK総合）
- 日本の歴史 (テレビ番組)「テレビドラマ「坂本龍馬」」 （2005年9月17日、フジテレビ） -　西郷隆盛 役
- スペシャルドラマ・海峡　第1回（2007年11月17日、NHK総合）
- プレミアムドラマ　小暮写眞館　第1話（2013年3月31日、NHK総合）
- BS時代劇 大岡越前3 第1話（2016年1月15日、NHK BSプレミアム） - 了観 役
- 大河ドラマ 麒麟がくる（2020年、NHK）

### 映画
- 押絵と旅する男

### テレビアニメ
1997年
- こちら葛飾区亀有公園前派出所　※第35話[2]

1998年
- ビーストウォーズII 超生命体トランスフォーマー（1998年 - 1999年、サントン）

2002年
- OVERMANキングゲイナー（ペルファ・ペイ）
- こちら葛飾区亀有公園前派出所（周造）

### ゲーム
1997年
- こちら葛飾区亀有公園前派出所 ハイテクビル侵攻阻止作戦!の巻（ボルボ西郷）

### 吹き替え
- ER緊急救命室シーズン15（ニューカーク〈デミトリアス・グロッセ〉）

### CM
- カルビー「グリルビーフ」（平成元年）
- 小学館「よいこ」「ベビーブック」（平成元年）
- JT「セブンスター・カスタムライト」（平成元年）
- NTT DATA通信（平成2年）
- 興和新薬「コーワ・キャベ2」（平成2年）
- ライオン株式会社「中外胃腸薬」（平成6年）
- サッポロビール（平成7年）
- プロミス（平成14年）※声の出演
- JR東日本「JALカードSuica」（平成17年3月）※声の出演